# Pedro Alcalá Guirado
Pedro Alcalá Guirado (Mazarrón, Murcia, 19 de marzo de 1989), más conocido como Alcalá, es un futbolista español. Juega de defensa y su equipo es el F. C. Cartagena de la Segunda División de España.

## Trayectoria
A pesar de comenzar su carrera juvenil en el Armas del Rey Mazarrón CF. Debutó en 2006 con el Málaga C. F. "B". Llegó a debutar con el primer equipo del Málaga C. F., pero ante la escasez de minutos fue cedido a la A. D. Alcorcón para así poder adquirir más experiencia. Al año anterior el Málaga C. F. que ascendió a la Primera división, lo volvió a ceder, esta vez a la U. D. Marbella. Esa temporada el equipo llegó a disputar las eliminatorias de ascenso a Segunda División A.
En verano de 2009 el Málaga C. F. y el Real Unión alcanzaron un acuerdo para su cesión. Al terminar la temporada y descender el Real Unión, retornó al Málaga C. F., con el cual finaliza contrato.
Tras estudiar ofertas de diversos equipos durante el mes de julio de 2010, a principios de agosto de este mismo año se incorporó al Getafe C. F., para formar parte, de inicio, de la plantilla del filial, el Getafe C. F. "B", que militaba en Segunda B.
En julio de 2011 fichó por la Unión Deportiva Almería para jugar en su filial.
En julio de 2013 fichó por el Real Murcia C. F.
En julio de 2014 llegó a Cataluña para jugar en la U. E. Llagostera y al año siguiente se marchó al Girona F. C. con el que jugaría en Primera y Segunda División. Con el conjunto catalán ascendería a la Primera División y su buen trabajo le valió para quedarse en la plantilla en los dos años que militó en primera (renovó el primer curso en la máxima categoría) y apostó por continuar en el equipo pese al descenso.
En el club gerundense jugaría durante 5 temporadas, en el que Alcalá sumaría 143 partidos en total en los que ha conseguido hacer ocho goles y dar seis asistencias. 
El 5 de octubre de 2020 firmó por el Cádiz C. F. por dos temporadas. Tras cumplir la primera de ellas, el 3 de agosto de 2021 firmó por el F. C. Cartagena por dos años.

## Selección nacional
Ha jugado en las selecciones inferiores de la selección española. Debutó en 2006 con la Sub-17 disputando 3 encuentros. Más tarde, ya con la sub-20, disputó los Juegos Mediterráneos de 2009 en los que la selección nacional se llevó la victoria.
Despertó el interés de equipos como el Real Madrid C. F. o el Arsenal F. C., que trataron de incorporarlo a sus disciplinas tras su actuación en el Europeo sub-17 con la selección española.
Participó con la selección murciana en un partido disputado ante Estonia en 2008.

## Estadísticas
Actualizado al último partido disputado el 25 de mayo de 2025.
| Club                                                    | Div.          | Temporada     | Liga  | Liga  | Copas nacionales(1) | Copas nacionales(1) | Copas internacionales(2) | Copas internacionales(2) | Total | Total |
| Club                                                    | Div.          | Temporada     | Part. | Goles | Part.               | Goles               | Part.                    | Goles                    | Part. | Goles |
| ------------------------------------------------------- | ------------- | ------------- | ----- | ----- | ------------------- | ------------------- | ------------------------ | ------------------------ | ----- | ----- |
| Málaga C. F. "B" · España                               | 2.ª B         | 2006-07       | 2     | 0     | —                   | —                   | —                        | —                        | 2     | 0     |
| Málaga C. F. "B" · España                               | Total club    | Total club    | 2     | 0     | 0                   | 0                   | 0                        | 0                        | 2     | 0     |
| Málaga C. F. · España                                   | 2.ª           | 2006-07       | 1     | 0     | 0                   | 0                   | —                        | —                        | 1     | 0     |
| Málaga C. F. · España                                   | Total club    | Total club    | 1     | 0     | 0                   | 0                   | 0                        | 0                        | 1     | 0     |
| A. D. Alcorcón · España                                 | 2.ª B         | 2007-08       | 23    | 0     | —                   | —                   | —                        | —                        | 33    | 2     |
| A. D. Alcorcón · España                                 | Total club    | Total club    | 23    | 0     | 0                   | 0                   | 0                        | 0                        | 23    | 0     |
| U. D. Marbella · España                                 | 2.ª B         | 2008-09       | 33    | 2     | —                   | —                   | —                        | —                        | 33    | 2     |
| U. D. Marbella · España                                 | Total club    | Total club    | 33    | 2     | 0                   | 0                   | 0                        | 0                        | 33    | 2     |
| Real Unión · España                                     | 2.ª           | 2009-10       | 15    | 0     | 1                   | 0                   | —                        | —                        | 16    | 0     |
| Real Unión · España                                     | Total club    | Total club    | 15    | 0     | 1                   | 0                   | 0                        | 0                        | 16    | 0     |
| Getafe C. F. "B" · España                               | 2.ª B         | 2010-11       | 29    | 2     | —                   | —                   | —                        | —                        | 29    | 2     |
| Getafe C. F. "B" · España                               | Total club    | Total club    | 29    | 2     | 0                   | 0                   | 0                        | 0                        | 29    | 2     |
| U. D. Almería "B" · España                              | 2.ª B         | 2011-12       | 29    | 2     | —                   | —                   | —                        | —                        | 29    | 2     |
| U. D. Almería "B" · España                              | 2.ª B         | 2012-13       | 34    | 1     | 2                   | 0                   | —                        | —                        | 36    | 1     |
| U. D. Almería "B" · España                              | Total club    | Total club    | 63    | 3     | 2                   | 0                   | 0                        | 0                        | 65    | 3     |
| Real Murcia C. F. · España                              | 2.ª           | 2013-14       | 9     | 0     | 1                   | 0                   | —                        | —                        | 10    | 0     |
| Real Murcia C. F. · España                              | Total club    | Total club    | 9     | 0     | 1                   | 0                   | 0                        | 0                        | 10    | 0     |
| U. E. Llagostera · España                               | 2.ª           | 2014-15       | 33    | 2     | 0                   | 0                   | —                        | —                        | 33    | 2     |
| U. E. Llagostera · España                               | Total club    | Total club    | 33    | 2     | 0                   | 0                   | 0                        | 0                        | 33    | 2     |
| Girona F. C. · España                                   | 2.ª           | 2015-16       | 34    | 1     | 1                   | 0                   | —                        | —                        | 35    | 1     |
| Girona F. C. · España                                   | 2.ª           | 2016-17       | 39    | 4     | 1                   | 0                   | —                        | —                        | 40    | 4     |
| Girona F. C. · España                                   | 1.ª           | 2017-18       | 8     | 1     | 0                   | 0                   | —                        | —                        | 8     | 1     |
| Girona F. C. · España                                   | 1.ª           | 2018-19       | 25    | 1     | 4                   | 1                   | —                        | —                        | 29    | 2     |
| Girona F. C. · España                                   | 2.ª           | 2019-20       | 29    | 0     | 2                   | 0                   | —                        | —                        | 31    | 0     |
| Girona F. C. · España                                   | Total club    | Total club    | 135   | 7     | 8                   | 1                   | 0                        | 0                        | 143   | 8     |
| Cádiz C. F. · España                                    | 1.ª           | 2020-21       | 13    | 0     | 1                   | 0                   | —                        | —                        | 14    | 0     |
| Cádiz C. F. · España                                    | Total club    | Total club    | 13    | 0     | 1                   | 0                   | 0                        | 0                        | 11    | 0     |
| F. C. Cartagena · España                                | 2.ª           | 2021-22       | 27    | 0     | 0                   | 0                   | —                        | —                        | 27    | 0     |
| F. C. Cartagena · España                                | 2.ª           | 2022-23       | 32    | 2     | 2                   | 0                   | —                        | —                        | 34    | 2     |
| F. C. Cartagena · España                                | 2.ª           | 2023-24       | 37    | 0     | 2                   | 0                   | —                        | —                        | 39    | 0     |
| F. C. Cartagena · España                                | 2.ª           | 2024-25       | 30    | 0     | 3                   | 0                   | —                        | —                        | 33    | 0     |
| F. C. Cartagena · España                                | Total club    | Total club    | 126   | 2     | 7                   | 0                   | 0                        | 0                        | 133   | 2     |
| Total carrera                                           | Total carrera | Total carrera | 482   | 18    | 20                  | 1                   | 0                        | 0                        | 502   | 19    |
| (1) Incluye datos de la Copa del Rey y Copa Federación. |               |               |       |       |                     |                     |                          |                          |       |       |